# Les quatre grans Cròniques
Les quatre grans Cròniques és el nom que rep el conjunt de textos historiogràfics escrits en català a la fi del segle xiii i durant el xiv format pel Llibre dels fets de Jaume I el Conqueridor, Llibre del rei en Pere de Bernat Desclot, la Crònica de Ramon Muntaner i la Crònica de Pere el Cerimoniós. La seva finalitat era deixar constància d'uns fets que volien tenir valor didàctic i propagandístic. Pel que fa al valor d'aquestes obres, cal destacar que les quatre grans Cròniques formen el millor conjunt historiogràfic de l'Europa medieval i les obres de Jaume el Conqueridor i Pere el Cerimoniós són les úniques «autobiografies» de monarques medievals.

## Context

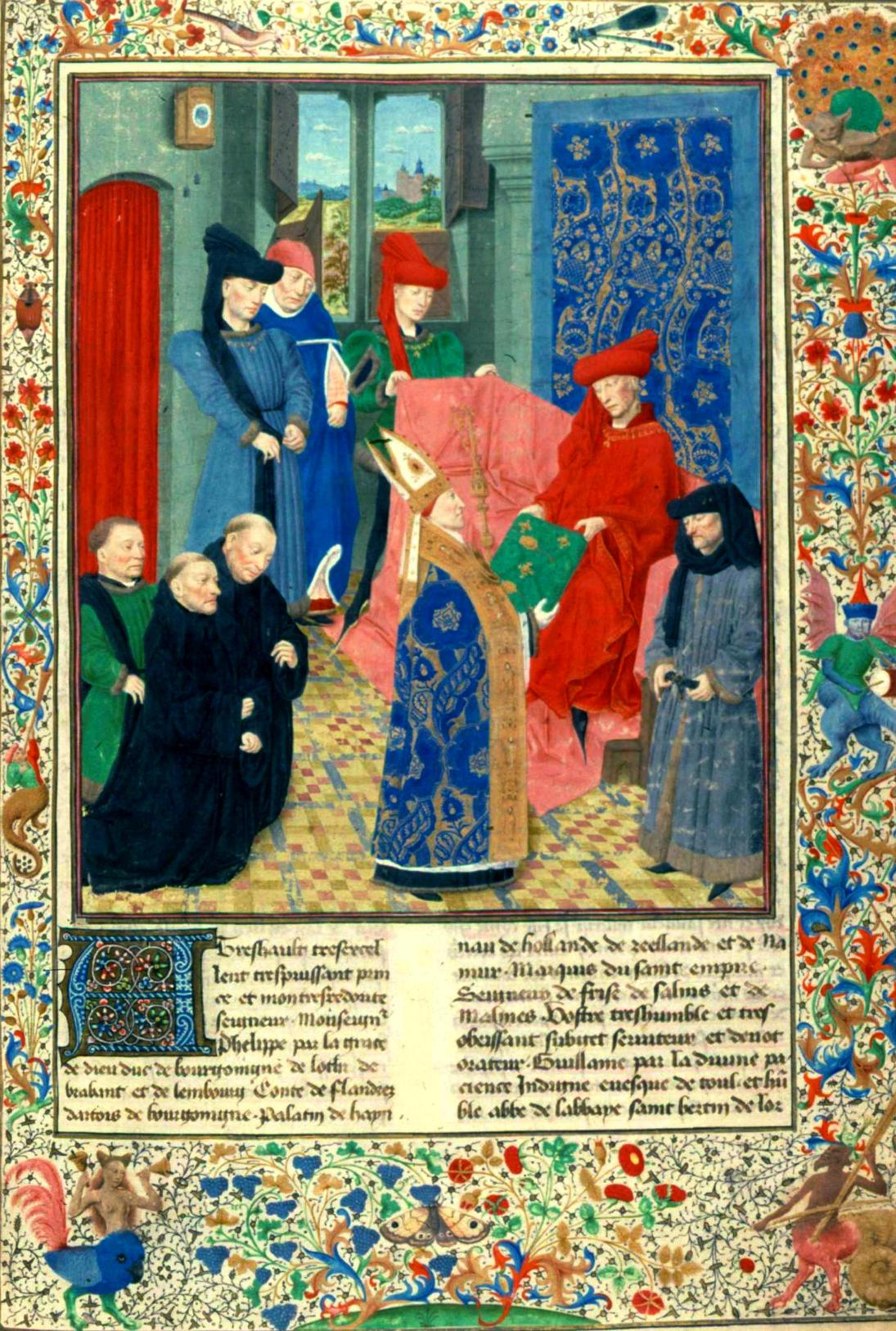
Il·lustració de les Grans Cròniques de França.

Les quatre grans Cròniques no són els primers textos historiogràfics en llengua catalana, ja que ja s'havia traduït al català el Gesta comitum Barchinonensium et regum Aragonum («Gestes dels comtes de Barcelona i reis d'Aragó»), una crònica oficial redactada en diverses etapes entre els regnats de Ramon Berenguer IV i Jaume II. Aquesta crònica, però, no servia per a la funció propagandística de la historiografia de la segona meitat del segle xiii. Així doncs, la redacció d'aquestes quatre cròniques s'emmarca en un context europeu en el qual la narració dels fets ja ha substituït les llistes cronològiques, un format més adequat per la funció propagandística que cercaven. A més, la historiografia també ha començat a fer servir la llengua vulgar, en lloc del llatí, per tal de connectar amb aquest públic a què va destinada. En el marc de la Corona d'Aragó, l'opció lingüística triada per la redacció de les quatre grans cròniques és el català, un fet, que mostra, el paper dominant de la llengua catalana a la cort i l'Administració.
Anteriorment, hi havia hagut altres gèneres que s'havien emprat amb una finalitat propagandística com ara el sirventès dins de la poesia trobadoresca. Tanmateix, en la nova societat urbana del segle xiii, en què la burgesia agafa cada cop més importància, és necessària la difusió i imposició d'una interpretació i narració dels fets concreta. L'oralitat de la poesia trobadoresca també dona pas a la difusió de l'escriptura i del llibre en aquest moment.
Coetàniament, es van produir altres projectes historiogràfics a Europa com la Crònica General d'Espanya d'Alfons X de Castella o les Grans Cròniques de França, començades per Lluís IX de França. La diferència principal d'aquests textos historiogràfics respecte a les grans cròniques catalanes és que a les segones s'hi narren fets contemporanis o propers als autors, mentre que les primeres són cròniques universals en què es narren fets molt anteriors al moment de narració dels fets com la creació del món seguint el relat bíblic. En el cas del Llibre dels fets de Jaume I el Conqueridor i la Crònica de Pere el Cerimoniós són, les úniques «autobiografies» de monarques medievals, que tot i que no les van escriure, les van exposar oralment o inspirar, o se'n va dirigir i revisar la redacció.

## Les quatre grans Cròniques

### Llibre dels fetsde Jaume I el Conqueridor
El Llibre dels fets és la crònica feta pel rei Jaume I el Conqueridor (1208–1276). Sembla que la conquesta de Mallorca (1229) n'impulsà la redacció i l'obra degué ser quasi acabada poc abans de la mort de Jaume I. Malgrat això, totes les còpies que en tenim són posteriors. El testimoni més antic de la crònica és el Liber gestorum (1313), la traducció llatina de fra Pere Marsili i el primer manuscrit conservat en llengua catalana data del 1343. L'obra narra, de forma autobiogràfica, la vida i les gestes més importants del rei (sobretot les conquestes de Mallorca i València). La història comença amb el seu naixement i acaba amb la seva mort (del 1208 al 1276). Encara que fou dictada pel mateix Jaume, l'obra fou redactada per escrivans. Destaca pel fet d'estar escrita en primera persona (amb el plural majestàtic Nos) i per aquest motiu es tracta d'un text únic a Europa, juntament amb la Crònica de Pere el Cerimoniós que fa servir el mateix recurs a imitació del Llibre dels fets.

### Llibre del rei en Perede Bernat Desclot
El Llibre del rei en Pere o Crònica de Bernat Desclot és la crònica escrita per Bernat Desclot el 1288. Narra els fets històrics succeïts des del regnat de Ramon Berenguer IV (1114–1162) fins a Pere el Gran (1240–1285), tot i que el nucli principal d'aquesta crònica se centra en aquest darrer. L'autor de la Crònica —que Miquel Coll i Alentorn identificà amb Bernat Escrivà— fou un funcionari reial, un fet que li permeté entrar en contacte amb la documentació necessària per escriure la seva obra. Així doncs, tot i que Desclot no fou testimoni directe dels fets que relata, dugué a terme una tasca acurada de documentació i ús de les fonts històriques per a narrar-los. Entre aquests fets històrics, hi destaquen les actuacions dels almogàvers, la conquesta de Sicília i la lluita contra els francesos.

### Crònica de Ramon Muntaner
La Crònica de Ramon Muntaner va ser redactada entre el 1325 i el 1328 pel mateix Ramon Muntaner. És la més llarga de totes i comprèn el període existent entre Jaume I el Conqueridor i Alfons III el Franc, no obstant això, se centra en el regnat de Jaume II el Just (1291–1327). Ramon Muntaner va ser un militar, un diplomàtic i l'home de confiança dels reis del Casal de Barcelona i va participar en la Gran Companyia Catalana, comandada per Roger de Flor. En aquest cas, tot i ser testimoni directe de molts dels fets que relata, Muntaner també passa els fets històrics pel sedàs de la literatura i descriurà els monarques catalans com a éssers sobrenaturals protegits per la gràcia divina. L'exaltació patriòtica i religiosa i la fidelitat incondicional al Casal de Barcelona impregnen l'obra de cap a peus. Quant a l'estil, hi predomina l'estil directe i hi ha presència de refranys i girs populars.

### Crònica de Pere el Cerimoniós
La Crònica de Pere el Cerimoniós és la quarta i última de les cròniques i fou redactada per iniciativa de Pere III el Cerimoniós durant el darrer terç del segle xiv. Explica alguns fets importants del seu regnat i s'inspira en el Llibre dels fets de Jaume I. Així doncs, el del Punyalet també és el protagonista de l'obra com feu el Conqueridor en la seva crònica i, com ell, redacta la crònica en primera persona amb el plural majestàtic Nos. Els objectius principals que volia aconseguir eren afermar la monarquia i donar-li prestigi, així com justificar la seva actuació com a rei. Tot i que la crònica va ser escrita pels secretaris de la Cancelleria Reial, s'hi nota la intervenció del monarca, principalment quan explica els seus records, les seves aspiracions, els seus sentiments i les seves reflexions. A diferència de les altres tres cròniques, aquesta s'allunya de l'estil èpic, cavalleresc i ficcionalitzat, un fet que dota de gran valor historiogràfic l'obra.

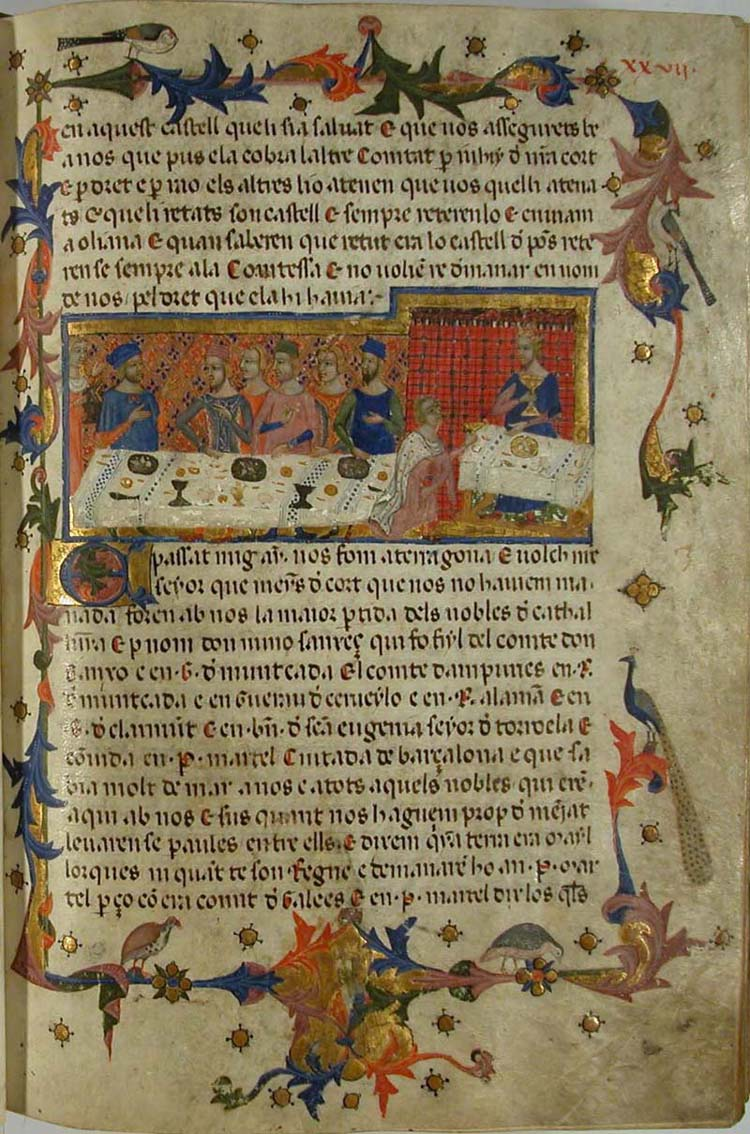
Pàgina d'un manuscrit del Llibre dels fets de Jaume I el Conqueridor que data del 1343.
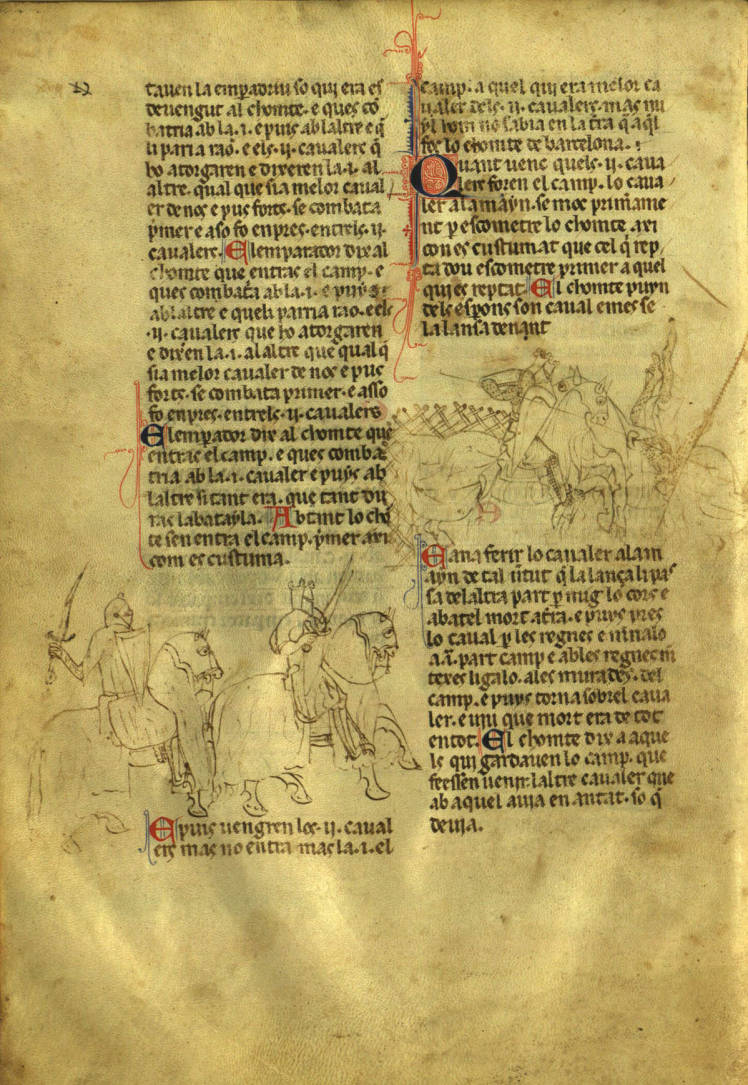
Pàgina d'un manuscrit de la Crònica de Bernat Desclot que data de la primera meitat del segle xiv.
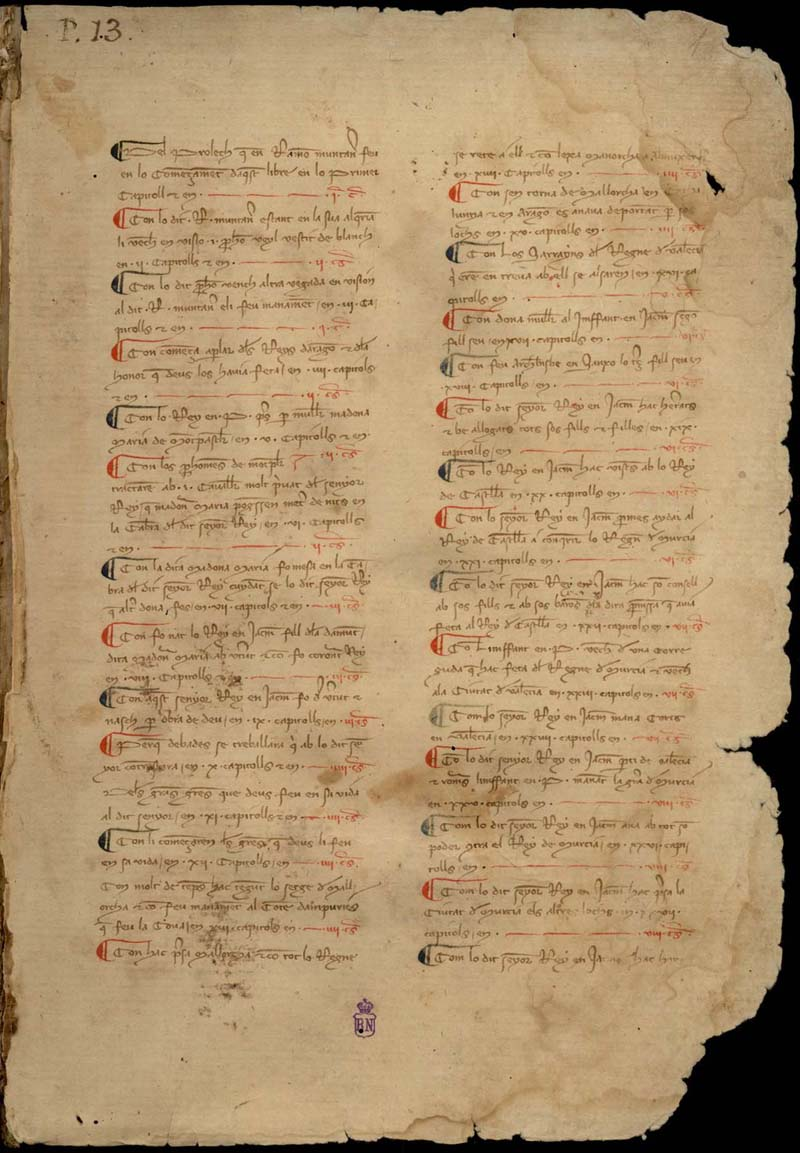
Pàgina d'un manuscrit de la Crònica de Ramon Muntaner que data del 1325.
- Portada de l'edició de 1885 de la Crònica de Pere el Cerimoniós.

## Característiques comunes
Tot i que aquests textos es crearen en contextos diferents, comparteixen algunes característiques comunes. En primer lloc, i a diferència d'altres cròniques europees de l'època podem observar que en les quatre grans Cròniques s'hi narren fets contemporanis a l'autor o immediatament anteriors. Així doncs, podem observar com les cròniques de Jaume el Conqueridor o Pere el Cerimoniós se centren principalment en els seus regnats, mentre que la Crònica de Bernat Desclot, que se centra en el regnat de Pere el Gran, es remunta a Ramon Berenguer IV i el moment de formació de la Corona d'Aragó. Aquest testimoni directe o de contemporanis, juntament amb l'ús de documents oficials, aconsegueixen fer una sensació de veracitat i de rigor.
Tot i que es tracta d'obres de caràcter historiogràfic, cal remarcar el fet que les quatre grans cròniques no s'han de concebre com a obres historiogràfiques en el sentit modern. En aquest sentit, aquestes cròniques medievals incorporen recursos narratius propis de la literatura per fer el relat més atractiu i per tal de satisfer els objectius propagandístics dels monarques. Les cròniques presenten to heroic i cavalleresc propi de les obres de ficció del moment, i alhora, els fets narrats inclouen manipulacions, mentides i silencis, en favor d'aquesta finalitat propagandística.
Quant a la llengua, podem observar que la llengua triada per a la redacció d'aquestes cròniques és el català, un fet que demostra el paper d'aquest idioma com a llengua vernacla dominant a la cort i a l'Administració. D'altra banda, també cal destacar que ens trobem en un context de transició de l'oralitat i l'escriptura, i que eren obres concebudes per ser recitades o escoltades. És per aquest motiu, que no és estrany l'ús inconscient d'alguns recursos propis de l'oralitat com el discurs directe.
Finalment, podem veure al pròleg del Llibre dels fets de Jaume I que una de les finalitats de la crònica és «dar exempli a tots los altres hòmens del món, que facen ço que Nós havem feit». En aquest sentit, les cròniques també tenen una finalitat didàctica i la funció d'«espills de prínceps», és a dir, pretenen ser manuals exemplars de comportament polític. La història, per tant, és vista com la narració d'uns fets i vides de personatges que cal imitar per tal de millorar el present.